# Wiesław Bocheński

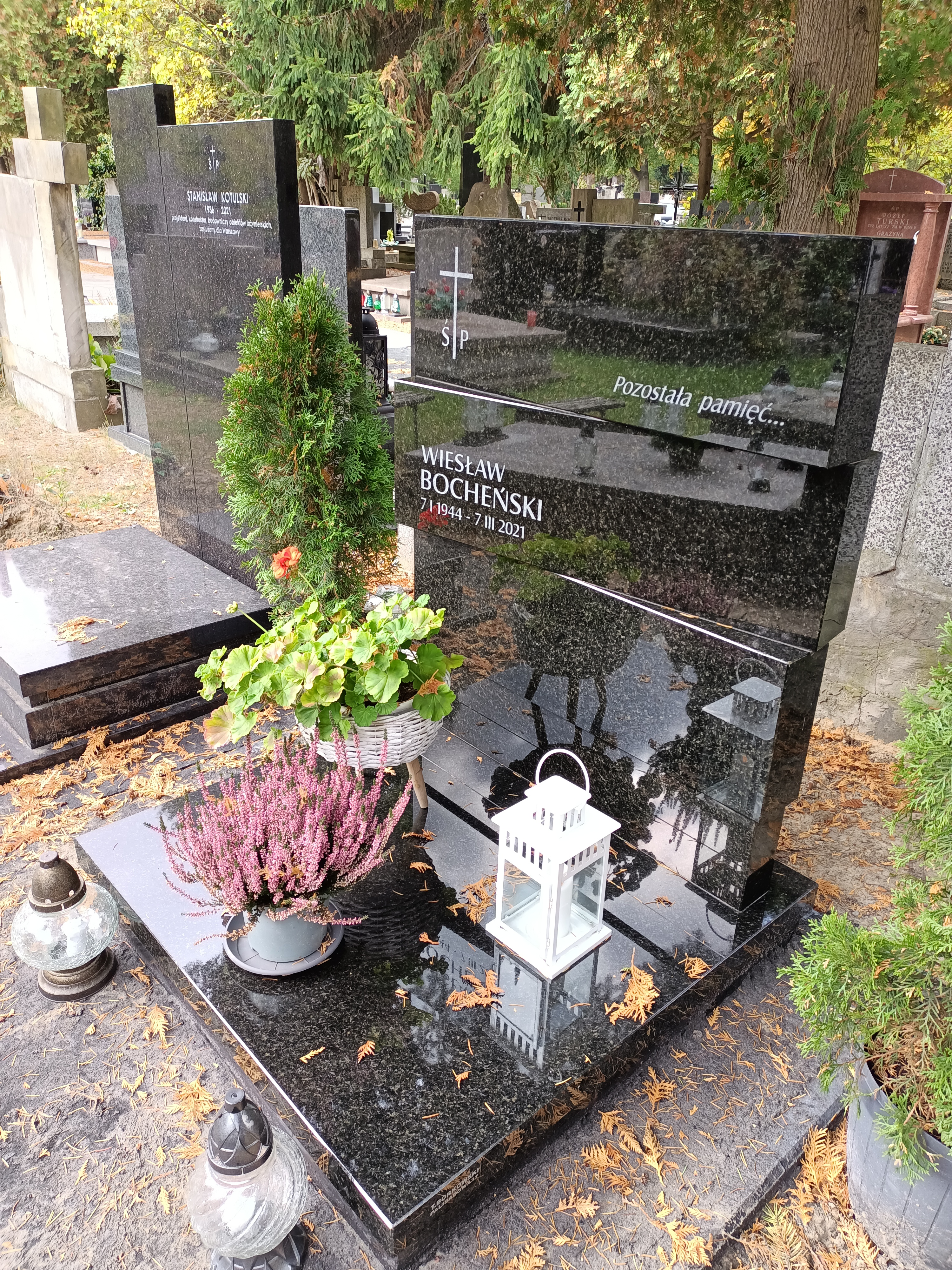
Grób Wiesława Bocheńskiego na Cmentarzu Wojskowym na Powązkach

Wiesław Bocheński (ur. 7 stycznia 1944 w Warszawie, zm. 7 marca 2021 tamże) – polski zapaśnik, olimpijczyk z Meksyku 1968.
Zapaśnik walczący w stylu wolnym w kategorii ciężkiej. Wychowanek klubu Drukarz Warszawa.
Uczestnik mistrzostw Europy w roku 1966 gdzie zajął 6. miejsce i w roku 1968 – 4. miejsce.
Na igrzyskach olimpijskich w 1968 roku w turnieju zapaśniczym zajął miejsca 10.–12. w kategorii ciężkiej.
Został pochowany na Cmentarzu wojskowym na Powązkach.